# Leslie Banks
Leslie Banks (9 de junio de 1890 – 21 de abril de 1952) fue un actor teatral y cinematográfico británico, además de director y productor, conocido principalmente por su interpretación de personajes amenazantes y bruscos en películas de las décadas de 1930 y 1940.

## Inicios
Nacido en Liverpool, Inglaterra, sus padres eran George Banks y Emily Dalby. Estudió en el Trinity College de Glenalmond y en el Keble College de Oxford con la intención de convertirse en pastor, algo que finalmente no llevó a cabo.
Entró a formar parte de la Compañía de Francis Robert Benson y debutó en octubre de 1911 en el Town Hall de Brechin interpretando a Gobbo en El mercader de Venecia. Posteriormente, en 1912-1913, hizo giras por Estados Unidos y Canadá con Henry V. Esmond y Eva Moore. De vuelta a Londres, actuó por primera vez en el West End londinense, concretamente en el Teatro Vaudeville, el 5 de mayo de 1914, en el papel de Lord Murdon en The Dangerous Age.
Con el inicio de la Primera Guerra Mundial, sirvió en el Regimiento Essex entre 1914-1918. Fue herido en el rostro, quedándole cicatrices y parálisis en el mismo. En su carrera utilizó estas secuelas a su favor, mostrando su rostro sano cuando interpretaba comedias o guiones románticos, y el lado lesionado cuando los papeles eran dramáticos o trágicos. Tras la guerra, Banks entró a formar parte del Teatro de Repertorio de Birmingham, y en 1921 volvió a Londres, asentándose como primer actor dramático y estrella del West End. 
Trabajando también en la ciudad de Nueva York, ganó fama en los Estados Unidos, persuadiéndole Kenneth Macgowan para viajar a Hollywood y trabajar en 1932 en la obra teatral The hounds of Zaroff.

## Carrera cinematográfica
Su formidable constitución y aspecto intimidante fueron de ayuda para interpretar su primer papel cinematográfico de importancia, en el film The Most Dangerous Game (1932), como un diabólico ruso cazador de hombres. En esta película actuaban Joel McCrea y Fay Wray. El resto de su carrera se dividió entre el Reino Unido y Estados Unidos, y entre el teatro y el cine. Otras de sus películas destacadas fueron El hombre que sabía demasiado (1934, de Alfred Hitchcock), Fire Over England (1937), Jamaica Inn (1939), Henry V (1944, de Laurence Olivier), y Madeleine (1950, de David Lean).
Entre sus actuaciones teatrales se incluyen las obras Eliza Comes to Stay (su debut americano en 1914), Peter Pan (debut en Nueva York en 1924, en el papel de Capitán Garfio), La fierecilla domada (1937, como Petruchio), Adiós, Mr. Chips (1938), y el musical de Kurt Weill Lost in the Stars (1950).

## Vida personal
Banks se casó con Gwendoline Haldane Unwin en 1915 y tuvo tres hijas: Daphne, Virginia y Evangeline. Fue nombrado miembro de la Orden del Imperio Británico por sus servicios al teatro en 1950, año en el cual hizo sus últimas interpretaciones, tanto teatrales como cinematográficas.
Leslie Banks falleció en Londres, Inglaterra, en 1952, a causa de un ictus.

## Filmografía parcial
- Experience (1921)
- The Most Dangerous Game (El malvado Zaroff) (1932)
- Strange Evidence (1933)
- I Am Suzanne (1933)
- The Fire Raisers (1934)
- El hombre que sabía demasiado (1934)
- Red Ensign (1934)
- Sanders of the River ( Bozambo) (1935)
- The Tunnel (El túnel transatlántico) (1935)
- The Night of the Party (1935)
- Three Maxims (1936)
- Debt of Honour (1936)
- Wings of the Morning (Eso que llaman amor) (1937)
- Fire Over England (1937)
- Farewell Again (1937)
- Cyrano de Bergerac (1938)
- Guide Dogs for the Blind (1939)
- Jamaica Inn (Posada Jamaica) (1939)
- Sons of the Sea (1939)
- The Arsenal Stadium Mystery (1939)
- Dead Man's Shoes (1940)
- The Big Blockade (1940)
- 21 Days (Veintiún días juntos) (1940)
- The Door with Seven Locks (1940)
- Busman's Holiday (1940)
- Neutral Port (1940)
- Cottage to Let (1941)
- Went the Day Well? (1942)
- Ships with Wings (Gesta de héroes) (1942)
- Henry V (1944)
- Mrs. Fitzherbert (1947)
- The Small Back Room (1949)
- Your Witness (1950)
- Madeleine (1950)